# Glen Benton
Glen Benton (ur. 18 czerwca 1967 w Niagara Falls) – amerykański muzyk deathmetalowy. Jest wokalistą i basistą w zespole Deicide. Ponadto był wokalistą Vital Remains.
W tekstach autorstwa Bentona częstokroć przejawiają się wątki antychrześcijańskie oraz treści nawiązujące do okultyzmu i satanizmu. Zwłaszcza we wczesnym okresie twórczości afiszował się z satanizmem m.in. wypalając na czole bliznę w kształcie odwróconego krzyża.
Oprócz tworzenia muzyki i tekstów Glen Benton interesuje się motocyklami, które stały się motywem do wideoklipu tytułowego utworu płyty Scars of the Crucifix. Jest żonaty z Lisą i ma dwóch synów, Daemona Michaela i Vinnie.

## Dyskografia
Vital Remains
- Dechristianize (2003, Century Media Records)
- Icons of Evil (2007, Century Media Records)

Występy gościnne
- Cancer – Death Shall Rise (1991, Restless Records)[2]
- Cannibal Corpse – Eaten Back to Life (1990, Metal Blade Records)[3]
- Cannibal Corpse – Butchered at Birth (1991, Metal Blade Records)[4]
- Napalm Death – Harmony Corruption (1990, Earache Records)[5]
- Transmetal – Dante's Inferno (1993, Discos y Cintas Denver)[6]
- Roadrunner United – The All-Star Sessions (2005, Roadrunner Records)[7]
- Belphegor – Conjuring the Dead (2014, Nuclear Blast)[8]

## Filmografia
- 666 – At Calling Death (1993, film dokumentalny, reżyseria: Matt Vain)
- Death Metal Murders (2005, film dokumentalny, produkcja: BBC Two, Sam Bagnall, Elena Cosentino)